# HMS Regent (N41)
Le HMS Regent (pennant number : N41) est un sous-marin de Classe Rainbow, conçu et construit par Vickers Shipbuilding and Engineering à Barrow-in-Furness pour la Royal Navy. Il a été lancé le 11 juin 1930 et a été perdu corps et biens après avoir heurté une mine le 18 avril 1943.

## Conception
Les sous-marins de classe Rainbow ont été conçus comme des versions améliorées de la classe Parthian et étaient destinés à des opérations à long rayon d'action en Extrême-Orient. Les sous-marins avaient une longueur hors-tout de 87,5 m, une largeur de 9,1 m et un tirant d'eau moyen de 4,2 m. Ils avaient un déplacement de 1 800 tonnes en surface et 2 060 tonnes en immersion. Les sous-marins de classe Rainbow avaient un équipage de 56 officiers et matelots. Ils avaient une profondeur de plongée de 300 pieds (91,4 m).
Pour la navigation en surface, ces navires étaient propulsés par deux moteurs diesel de 2200 chevaux-vapeur (1 641 kW), chacun entraînant un arbre d'hélice. Une fois en immersion, chaque hélice était entraînée par un moteur électrique de 660 ch (492 kW). Ils pouvaient atteindre 17,5 nœuds (32,4 km/h) en surface et 9 nœuds (17 km/h) sous l’eau. Les navires avaient un rayon d'action de 7 050 milles marins (13 060 km) à 9,2 nœuds (17 km/h) en surface et de 62 milles marins (115 km) à 4 nœuds (7,4 km/h) en immersion.
Les navires étaient armés de six tubes lance-torpilles de 21 pouces (533 mm) à la proue et de deux autres à l’arrière. Ils transportaient six torpilles de rechargement, soit un total de quatorze torpilles. Ils étaient également armés d’un canon de pont de 4,7 pouces QF Mark IX (120 mm).

## Engagements

### Avant la Seconde Guerre mondiale
Le HMS Regent a été commissionné pour servir dans la 4e flottille de sous-marins à la China Station. Il est déployé à Hong Kong jusqu’en 1940. Avec ses sister-ships Rainbow, Regulus et Rover, il y a été soutenu par le Medway, le premier navire ravitailleur de sous-marins de la Royal Navy construit spécialement à cet effet.
Le Lieutenant commander Browne (RN) a pris le commandement du HMS Regent le 9 avril 1939.

### 1939-1940
Entre avril et mai 1940, le HMS Regent et les autres navires de la 4e flottille de sous-marins sont transférés à la 1re flottille de sous-marins, basée à Alexandrie, en Égypte. Là, il a reçu le pennant number (numéro de fanion) « N41 ». Il a d’abord posé des mines au large de l’Afrique du Nord.
De juin à décembre, le HMS Regent est déployé en Méditerranée orientale avec la 1re flottille. Alors qu’il effectuait des patrouilles pour intercepter le trafic ennemi, le HMS Regent coula en octobre deux navires marchands au large de Durazzo, en Albanie. Les navires avaient un tonnage total de 6 068 tonnes. Un de ces navires était un voilier italien, le Maria Grazia, de 188 tonneaux de jauge brute. Le HMS Regent a coulé le Maria Grazia en l’éperonnant le 5 octobre au large de Bari à 41° 05′ N, 17° 45′ E. Quatre jours plus tard, le HMS Regent a fait sa deuxième victime, un navire marchand italien de 5900 tjb. Le HMS Regent a torpillé le Antonietta Costa à 41° 05′ N, 17° 45′ E. Le Antonietta Costa a réussi à s’échouer, mais s’est avéré irréparable.
Le 14 ou le 15 janvier 1942, le HMS Regent était au large de Benghazi, en Libye. Là, il a coulé le MV Città di Messina, causant la perte de 432 hommes. Le Citta di Messina, de 2742 tonneaux, était escorté par le torpilleur italien Centauro, qui a pu secourir 166 survivants. L’incident s’est produit à 45 milles marins (83 km) à l’est de Tripoli, en Libye, à 32° 59′ N, 14° 11′ E.
Le 21 février, le HMS Regent attaqua trois navires marchands à 33° 41′ N, 12° 48′ E à environ 55 milles marins (102 km) au nord-nord-ouest de Tripoli, en Libye. Il endommagea le navire allemand Menes, de 5609 tonneaux, mais le Seatta, l’un des trois destroyers escortant les navires marchands, prit ce navire en remorque. Avant que le Saetta ne prenne le Menes en remorque, il a largué des charges de profondeur qui ont endommagé le sous-marin.

### Incident de l’ambassadeur britannique en Yougoslavie[6]
Le HMS Regent a atteint la célébrité après s’être frayé un chemin en avril 1941 à travers deux champs de mines et il est entré dans le port italien de Kotor, dans l’actuel Monténégro, pour négocier la libération du ministre britannique des Affaires étrangères de l’époque à Belgrade, Ronald Campbell.
Après avoir attendu neuf heures, un commandant yougoslave informa Browne que la Yougoslavie avait été envahie par les forces allemandes et que Campbell était détenu par les Italiens dans un petit village appelé Herceg Novi, à une courte distance de la côte. Le HMS Regent arriva à Herceg Novi, et le lieutenant D. Lambert fut envoyé à terre pour négocier la libération de Campbell. Pour apaiser les craintes britanniques que les Italiens ne prennent Lambert en otage, les Italiens échangent un officier d’état-major.
Juste après trois heures et demie de l’après-midi, plusieurs avions, qu’on a supposé être des bombardiers en piqué italiens, ont attaqué le HMS Regent. Pour la sécurité de son équipage, Browne a décidé qu’il devait laisser Lambert à terre et tenter de s’échapper. Les avions ont suivi le HMS Regent, tirant sur son périscope, mais il a réussi à s’échapper dans la mer Adriatique. Bien que l’équipage du HMS Regent ait d’abord pensé que les bombardiers en piqué étaient italiens, il s’est avéré plus tard qu’ils étaient allemands. Leur arrivée causa beaucoup d’ennuis à l’amiral italien qui menait les négociations en vue de la libération de Campbell.

### Retour au service en combat
Le lieutenant Walter Neville Ronald Knox remplace Browne le 20 juillet 1941.
Le 1er août, le Regent utilisa son canon de pont pour couler le dragueur de mines auxiliaire italien B 23 (Igea), de 160 TJB. L’attaque a eu lieu à 31° 33′ N, 19° 56′ E, à environ 33 milles marins au sud de Benghazi.
En novembre, les sous-marins britanniques Regent, Otus, Unique, Ultimatum, Ursula et Urge se sont déployés pour interdire le passage des convois naviguant entre l’Italie et Tripoli. Le groupe n’a rencontré aucun succès.
Puis, le 1er décembre, le Regent réussit à torpiller un navire marchand italien, le Enrico, de 2350 TJB. L’attaque a eu lieu à 37° 52′ N, 11° 52′ E, à 10 milles marins au sud-est de l’île égade de Marettimo.
En janvier 1942, le Regent est déployé à Gibraltar, mais a ensuite navigué jusqu’au chantier naval de Philadelphie, aux États-Unis, pour un carénage qui a commencé le 16 février. Alors que le Regent était en route via Ponta Delgada aux Açores, le Clyde a tiré sur lui deux torpilles, heureusement sans succès. Les deux sous-marins étaient en surface. Le Clyde a tiré juste avant de plonger.
Le Regent termina son carénage le 18 septembre. Entre le 3 décembre 1942 et le 21 janvier 1943, il se serait retrouvé aux Bermudes pour réparer les dommages causés par une tempête. Il est ensuite retourné à Gibraltar, où il a repris son déploiement en Méditerranée.

### Perte
Le 11 avril 1943, le Regent a appareillé pour patrouiller dans le sud de la mer Adriatique. Il a été perdu corps et biens à un moment donné en avril. Sa perte a été découverte car le sous-marin n’est pas retourné à sa base de Beyrouth, au Liban, pour se ravitailler et s’approvisionner avant le 1er mai 1943.
En 2014, l’épave du Regent a été retrouvée à une profondeur de 28 mètres à 41° 29′ N, 16° 16′ E, à une dizaine de miles au nord de Barletta, sur la côte adriatique de l’Italie. Maintenant on sait que c’est incorrect. L’épave n’est pas le Regent mais un petit sous-marin italien appelé Bausan, qui a eu son kiosque, ses hélices et ses commandes enlevées, et a été utilisé comme un réservoir de carburant flottant. Il était amarré et sa position a été enregistrée par la marine britannique lors d’un relevé de la région en vue de futurs débarquements amphibies. Plus tard, il a été utilisé comme navire cible. Sa position enregistrée par la marine britannique correspond à la position de la prétendue épave du Regent. Le Bausan a coulé et son épave a été incorrectement enregistrée comme étant le HMS Regent.
Dans les années qui ont précédé la découverte de l’épave, les récits de la perte ont été différents.
Une théorie, qui a gagné en crédibilité, est que le 18 avril, le Regent a heurté une mine au nord de Barletta, après avoir attaqué un convoi italien. Il a été rapporté que plus tôt ce jour-là, un sous-marin non identifié avait tenté de torpiller le petit pétrolier italien Bivona, d’un tonnage de 1646 TJB, et le sous-marin en question pourrait avoir été le Regent.
Une deuxième théorie est que le 18 avril le sous-marin était au nord de Monopoli, plus loin le long de la même côte, où il a tiré une torpille sur le navire marchand Baltic, mais l’a manqué. La corvette italienne Gabbiano escortait le Baltic et a immédiatement lancé une attaque de charges de profondeur, dont on pense qu’elle aurait pu détruire le Regent. Le Gabbiano était le navire de tête de la classe Gabbiano de corvettes de la marine italienne.
La théorie la plus probable est que le 16 avril 1943, le HMS Regent attaquait une ligne de chemin de fer avec son canon de pont le long du golfe de Tarente. La corvette italienne Gabbiano l’engagea et prétendit à tort l’avoir coulé, mais le HMS Regent entra dans la mer Adriatique. Dans l’après-midi du 18 avril 1943, il attaque un convoi au large de Monopoli, sa torpille manque sa cible et frappe le rivage. Plus tard dans la soirée, une explosion a été entendue au large de Monopoli. Le HMS Regent a très probablement heurté une mine. Au cours du mois suivant, 4 corps ont été retrouvés à divers endroits au sud de Monopoli, dont 3 portant des appareils d’évacuation Davis. Les corps ont ensuite été enterrés au cimetière militaire de Bari. Deux des pierres tombales mentionnent le HMS Regent mais portent la date incorrecte du 16 avril 1943.